# 4303 Savitskij
4303 Savitskij је астероид главног астероидног појаса чија средња удаљеност од Сунца износи 2,172 астрономских јединица (АЈ).
Апсолутна магнитуда астероида је 14,1.